# 岡崎財閥
岡崎財閥（おかざきざいばつ）は、海運業を基盤として、銀行業や保険業を生業に、明治、大正期に起こった 神戸市発祥の日本の財閥で、中堅財閥、地方財閥（阪神財閥）の一つである。

## 歴史

### 岡崎汽船の創業
創業者の岡崎藤吉は、明治10年代後半頃（1880年代前半、20代後半）から幾つかの事業に参画する中で、酒造家が東京の問屋から代金回収するまでの間に資金を融通する金融業に失敗して破産、就任していた役職を全て退いていたが、1894年（明治27年）、一念発起して海運業を起こす決意をする。ただ破産を経験した藤吉には資金がなかったため、地元の実業家などこれまでの知己を頼り、苦労の末に無担保での資金確保に成功、その資金で1,270総トンの貨物船NINGBO号をイギリスから購入して、大洋丸と名付けた。さらに事務所を神戸に開設して岡崎汽船を創業、内地と北海道間に購入した船舶を投入して、海産物や穀物等の輸送に当たらせた。船の運航については、かつて地酒を東京に輸送する海運業に経営者として参画した経験から知悉しており、さらに同年勃発した日清戦争で大洋丸が御用船として軍に提供され、経営は順調に走り出した。戦後は、政府の命もあって、日本の領土となった台湾航路に大洋丸及び他社の船を傭船して配船し、郵便物等の定期輸送に当たった。その後も、1897年（明治30年）から1902年（明治35年）にかけて大洋丸をロシア・カムチャツカの漁期に合わせて貸し出すなど巧みな配船をおこない、また船腹を増やして、確実に荷主を増やしていった。

### 岡崎汽船の経営拡大と保険業への進出
1904年（明治37年）2月に日露戦争が勃発すると、ただちに貨物船4隻をイギリス及びノルウェーから購入して、大洋丸とともに御用船として軍に提供した。戦争を通じて海運業界も軍需景気に沸き、この好機を生かして岡崎財閥の地盤を固めた。
戦後は、船腹過剰により海運市況が反落したが、むしろ不況の時こそ好機と捉え、1907年（明治40年）に政府の補助金が打ち切られて日本郵船が手を引いた、神戸－北海道間西廻航路の一切を引き受け、同航路運営のために、岡崎汽船を含む関西の海運会社三社による合弁会社を立ち上げた。だが、一年ほどで他の二社が相次いで離脱、その後は岡崎汽船単独での運航を、1917年（大正6年）までおよそ10年間に渡り維持した。その間、1910年（明治43年）3月、岡崎汽船と西廻航路事業の全てを継承する形で、新しい岡崎汽船株式会社を設立した。また1907年（明治40年）5月、関西の海運会社の社主らを取締役に迎え、神戸海上運送火災保険株式会社（現・あいおいニッセイ同和損害保険）を設立、不況下においても短期間に事業を全国展開していった。また、義父が創業に参画した山陽鉄道（1906年に国有化）の重役を務めるなど、幾つもの会社の重役に名を連ね、藤吉は神戸財界の雄と呼ばれるようになる。

### 銀行設立と財閥形成
1914年（大正3年）7月末に第一次世界大戦が勃発すると、海運業界は再び軍需景気に沸き立ち、未曽有の好況を迎えた。ここで藤吉は、大戦勃発前に市況を読んで購入しておいた船を最大限活用し、くわえてそれらを高値で売却するなどして大きな利益を上げ、30万円から100万円に増資するなど岡崎汽船の経営基盤をさらに強固にした。1917年（大正6年）5月にはこれらの利益を元手に、1,000万円の巨費を投じて神戸岡崎銀行（現在の三井住友銀行の前身行の一つ）を設立、神戸財界での揺るぎない地位を確立した。

### 太平洋戦争終結まで
岡崎汽船は1923年（大正12年）、政府より主要中国2航路の運航を拝命し、同航路は同社のドル箱路線になった。1927年（昭和2年）11月の藤吉の死後も、婿養子の岡崎忠雄が、岡崎汽船をはじめ岡崎家直系企業の社長や頭取に就任、1931年（昭和6年）にそれらの会社の持株会社である、合資会社岡崎総本店を設立して名実ともに財閥となった。その後1937年（昭和12年）に、合資会社岡崎総本店は株式会社岡崎本店と改称され、さらに岡崎汽船は岡崎本店汽船部へと改組された。
また同年には日中戦争が勃発して、荷動きが一層の伸展を遂げ、さらに事業が拡大していった。1943年（昭和18年）初頭には閣議決定により各海運会社の整理統合が政府の戦時特令として発せられ、 それに基づき同年7月、三菱商事の船舶部門が分離独立、所有船12隻の三菱汽船株式会社が設立されたのに伴い、岡崎本店汽船部が所有貨物船6隻を出資船として提供、三菱汽船と合併して合計18隻の船隊を保有する新会社を設立した。しかし太平洋戦争中に、軍に徴用された所有船の大半を喪失した。
神戸岡崎銀行は、1936年（昭和11年）12月、廣田内閣による「一県一行」政策の下、他の兵庫県下の銀行と合併を余儀なくされ、他6行を吸収する形で神戸銀行を設立した。新生神戸銀行の中核となったのは他行とは別格の規模だった旧神戸岡崎銀行で、その頭取であった岡崎忠雄が新銀行の会長に就任した。
神戸海上運送火災保険は、1944年（昭和19年）3月、太平洋戦争による戦時経済・金融統制の下、横浜火災海上保険、共同火災海上保険、朝日海上火災保険（現存する朝日火災海上保険とは別会社）と対等合併し、同和火災海上保険となった。社長には、岡崎財閥の2代目当主で神戸銀行会長、神戸海上運送火災保険会長であった忠雄の長男、岡崎真一が就任、合併時は、東京海上火災保険についで業界2位の地位を占めていた。

### 財閥解体とその後
1947年（昭和22年）9月26日、岡崎財閥（株式会社岡崎本店）は、財閥解体第5次指定を受けて解散し、財閥としての終焉を迎えた。 
財閥を構成していた各社のうち、主要なものはその後以下のような経過をたどった。
旧岡崎汽船
徴用船のうち、戦後に唯一生き残った日京丸は、1949年（昭和24年）4月に返還され、9月に岡崎本店汽船部の後身会社として日豊海運が設立されると、その後身会社に引き継がれた。岡崎家は日豊海運においても、引き続き経営に参画している。
同和火災海上保険
戦後も同名で存続した。2001年（平成13年）4月、日本生命保険の子会社であるニッセイ損害保険と合併してニッセイ同和損害保険となり、2010年（平成22年）10月にあいおい損害保険と合併、現在のあいおいニッセイ同和損害保険に至っている。同和火災海上保険の初代社長である岡崎真一の長男岡崎真雄は、1960年（昭和35年）に25歳で同社取締役に就任、その後も昇進を重ね、1985年（昭和60年）同社代表取締役社長に、1998年（平成10年）には同社会長に就任している。その後真雄は2001年（平成13年）、ニッセイ同和損害保険の代表取締役会長にも就任、2006年（平成18年）に退任後は名誉会長となった。
神戸銀行
1947年（昭和22年）1月、当時の経営陣の多くが公職追放の対象となって銀行を去ったため、2月に忠雄の婿養子である42歳の岡崎忠（ちゅう）が2代目の頭取に就任。1967年（昭和42年）までその地位を保持し、岡崎家の支配が長らく続いた。神戸銀行はその後、1973年（昭和48年）10月に太陽銀行と合併して太陽神戸銀行となり、1990年（平成2年)4月に三井銀行と合併して太陽神戸三井銀行（後にさくら銀行と改称）へ、さらに2001年（平成13年）4月には住友銀行と合併して、現在の三井住友銀行へ変遷を遂げている。